# مگس‌گیر ابریشمی
مرغ مگس‌گیر بال‌ابریشمی(نام علمی: Ptilogonatidae) نام یک تیره از راسته گنجشک‌سانان است.